# Gil González Dávila

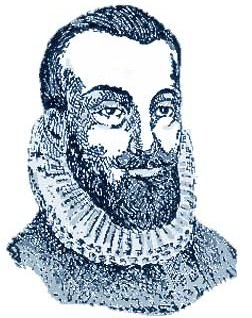
Gil González Dávila (um 1526)

Gil González Dávila (* 1480 in Ávila, Kastilien-León; † 1526 ebenda) war ein spanischer Entdecker und Konquistador in Mittelamerika. Er war der ältere Bruder von Alonso Dávila und erste Europäer, der die Küsten des heutigen Nicaragua und Honduras entlang segelte und auch Teile des Binnenlandes erkundete.

## Leben
Die familiäre Herkunft von Gil González Dávila ist unbekannt. Die erstmalige Erwähnung seines Namens in historischen Quellen stammt aus dem Jahr 1508, als er – noch in Spanien – als Buchprüfer (contador) genannt wird. Kurz darauf scheint er nach Neuspanien gesegelt zu sein, denn bereits im Jahr 1511 wird er in einem Dokument als Contador de Hispaniola bezeichnet. In dieser Funktion stieg er weiter auf und wenige Jahre später besaß er bereits mehr als 200 Sklaven. Er kehrte vorübergehend nach Spanien zurück, wo er für den seit 1516 regierenden spanischen König Karl I. einen Bericht über die Lage in Neuspanien anfertigte.
Dort traf er den Steuermann Andrés Niño, mit dem zusammen er die königliche Erlaubnis für eine Schiffsexpedition nach Mittelamerika erlangte. Im Jahr 1520 kamen beide in Panama an und trafen schon bald auf den dortigen Gouverneur Pedro Arias Dávila, dem Gil Gonzalez die Erlaubnis zur Überprüfung der Bücher präsentierte, was diesem jedoch gar nicht gefiel. Darüber hinaus stellte dieser ihm keine Schiffe für seine Weiterreise zur Verfügung, woraufhin Gil González Dávila und Andrés Niño auf eigene Rechnung vier Schiffe bauen ließen, mit denen sie am 26. Januar 1522 zu ihrer Expedition aufbrachen. Doch bereits nach vier Tagen begannen die Schiffe zu lecken und mussten verlassen werden.
Gil González Dávila beschloss zu Fuß weiter zu marschieren, während sich Andrés Niño um die Reparatur der Schiffe kümmerte, mit denen er dann weiter nach Nordwesten segelte. Man traf sich wieder, doch setzten beide ihren Weg getrennt, aber in Sichtweite fort. Angeblich ließ Dávila tausende Indios taufen und erhielt Gold und Perlen. Im Juni 1523 kehrte er mit drei leckenden Schiffen nach Panama zurück. Der mitgebrachte Reichtum veranlasste den Gouverneur Pedro Arias Dávila, eine eigene Expedition auszurüsten und seinen Namensvetter festzusetzen. Dieser entkam jedoch nach Santo Domingo, von wo aus er im Frühjahr 1524 zu einer Reise nach Honduras aufbrach. Dort gründete er die Hafenstadt Puerto Caballos (heute Puerto Cortés). Im Sommer kehrte er mit seiner Begleitmannschaft zu Fuß nach Nicaragua zurück, wo er jedoch erfahren musste, dass Pedro Arias Dávila dorthin ein Heer unter der Führung von Francisco Hernández de Córdoba entsandt hatte. Beide Anführer trafen aufeinander und versuchten sich gegeneinander auszuspielen, was jedoch nicht gelang.
Im Mai des Jahres 1524 traf Gil González Dávila auf die Expedition von Cristóbal de Olid, der ein Jahr zuvor von Hernán Cortés mit der Eroberung von Honduras beauftragt worden war, jedoch schon bald eigene Ziele verfolgte. Daraufhin entsandte Cortés seinen Getreuen Francisco de Las Casas zum Zweck der Gefangennahme Olids dorthin; es kam jedoch zu Streitereien, in deren Verlauf Olid von Las Casas mit einem Dolch verletzt und kurz darauf hingerichtet wurde. Gil González Dávila und Francisco de Las Casas taten sich zusammen; beide erklärten jedoch ihre Loyalität gegenüber Hernán Cortés und machten sich auf den Weg nach Mexiko. Der von Cortés dort eingesetzte Gouverneur Salazar de la Pedrada nahm jedoch beide wegen der Ermordung Olids fest und sandte sie nach Spanien, wo Gil González Dávila zwei Jahre später starb.

## Nachkommen
Aus der Ehe mit einer der Schwestern Pedro de Alvarados gingen mehrere Kinder hervor. Eines davon wurde im Jahr 1566 hingerichtet.